# Crossout
Crossout est un jeu vidéo développé par Targem Games et édité par Gaijin Entertainment sur Microsoft Windows, PlayStation 4, Xbox One et Android.

## Système de jeu

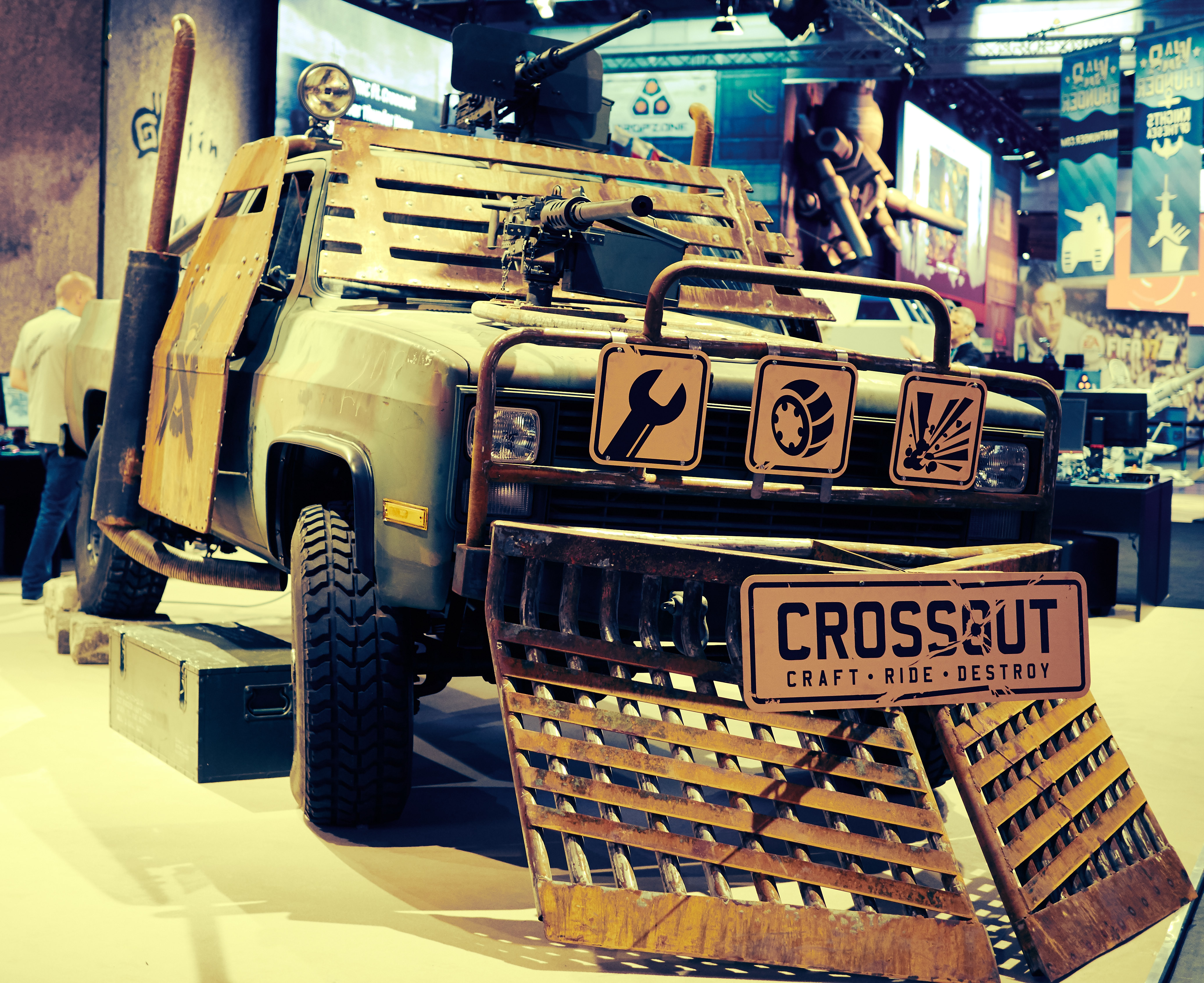
Promotion lors de la gamescom 2016

Le gameplay est axé sur la création et l'amélioration d'un véhicule par le joueur, dans des combats PvP avec de vrais joueurs et des missions PvE impliquant des participants contrôlés par l'ordinateur, et dans le commerce ainsi que la fabrication de nouveaux objets.

## Faction
Dans Crossout il existe plusieurs factions avec chacune un style de combat et de véhicules différent :

### Ingénieurs
Les Ingénieurs sont la toute première faction que le joueur rejoint, dirigée Ivy XO. Cette faction sert de tuto pour les premiers pas du joueur dans le jeu. Leurs véhicules sont variés mais peu intéressants à part pour les débutants, mais c'est la seule faction permettant d'obtenir des armes de type relique. C'est la seule qu'il est impossible de quitter et leur niveau de faction sert de niveau général.

### Lunatics
Les Lunatics sont une faction de bandits dirigée par le chef de guerre se nommant Psycho Pete. Les Lunatics attaquent souvent à courte portée avec leurs fusils à pompe et au corps à corps avec des pics et des tronçonneuses installés sur leurs véhicules. Les véhicules Lunatics sont très légers mais peu résistants mais ils compensent cette faiblesse avec une grande vitesse grâce à leurs moteurs et boosters.

### Nomads
Les Nomads sont un peuple de vagabonds guidés par un certain Ulysses. Ils se baladent dans le Wasteland en établissant des camps temporaires avant de repartir dans les dunes. Les Nomads utilisent au combat des armes à moyenne portée comme des mitrailleuses et des auto-canons. Leurs véhicules sont fait de pièces d'avions et de voitures de sport, leurs véhicules ne vont pas aussi vite que ceux des Lunatics mais ils ont de bons moteurs et générateurs.

### Scavengers
Les Scavengers sont une faction appartenant à la branche la plus basse de la Fraternité, ils désossent de vieux bâtiments militaires pour y trouver de l'équipement et l'utiliser ou le revendre et toutes leurs actions sont dictées par Scar AB. Avec leurs canons et leurs missiles ils sont l'une des factions la mieux équipée du Wasteland. Leurs véhicules comportent des pièces de ferrailles trouvées dans les usines et leurs véhicules peuvent porter des tonnes d'objets mais avec une vitesse grandement réduite. Excellente faction pour les pièces d'armure .

### Firestarters
Atteints après le niveau dix de la faction Lunatics, les Firestarters sont une faction assez tribale et agressive dirigée par Odegon, n'hésitant pas à attaquer les personnes contre leur idéologie en les brulant. Certains pensent que les Firestarters pratiquent la magie, mais personne ne connait la réponse. Ils permettent d'obtenir des catapultes à baril enflammées et des lance-roues explosifs.

### Enfants de l'aube
Atteint après le niveau dix de la factions Nomads. Les Enfants de l'aube sont une faction de scientifiques grandement évolués intellectuellement  guides par Riley ayant trouvé une parade aux effets mortels du Crossout : à l'aide une combinaison hermétique. Ils utilisent des armes à base de plasmas et de lasers. Ils permettent d'obtenir des lance-plasmas (Syntésis Prométhéus, des shotguns laser(gravestar , des "Taser" (Spark III
) .

### Steppenwolfs
Les Steppenwolfs sont une faction au sein de la Confrérie, dirigée par Ironhand. Les Steppenwolfs utilisent des véhicules militaires pouvant être équipés de pattes mécaniques (ML220) 
```
avec des obusiers et des canons de char d'assauts, préférant le combat à distance.Ils peuvent posséder des « Caucasus » des mitrailleuses auto-guidées .
```

### Fondateurs
Les Fondateurs sont l'une des factions apparues lors d'une saison. Ils sont composés d'anciens ingénieurs refusant d'avoir Ivy comme chef. Leurs véhicules sont issus d'appareil de chantiers équipés de cloueuse et de coupeur laser.   

### Syndicat
Le Syndicat est la deuxième faction apparut lors d'une saison. On ne sais pas grand chose d'eux, à part qu'ils viennent d'Asie et qu'ils sont parfaitement hiérarchisée. Leur véhicules sont d'anciennes voitures de sport pour la plupart avec de nombreux néons installés dessus.Ils possèdent des de hautes technologies comme le Kaidjiu (fusil à grenaille électrique),des Omni , roue légendaire permettant de straffer (deplacement latéral ) et des Camber , des rous accumulant l'énergies du drift .

## Accueil
MMORPG.com a nommé Crossout « Le jeu le plus innovant de l'E3 2015 ».